# Siamese Dream
Albums de The Smashing Pumpkins
Gish (album)
(1991) Pisces Iscariot
(1994)
Siamese Dream est le deuxième album du groupe de rock alternatif américain The Smashing Pumpkins, sorti le 27 juillet 1993.
Il est un album phare du rock alternatif des années 1990 et est considéré par beaucoup de fans du groupe comme leur meilleur album, le plus complet.
Il fait partie du livre Les 1001 albums qu'il faut avoir écoutés dans sa vie.

## Liste des morceaux
1. Cherub Rock - 4:58
2. Quiet - 3:41
3. Today - 3:19
4. Hummer - 6:57
5. Rocket - 4:06
6. Disarm - 3:17
7. Soma - 6:39
8. Geek U.S.A. - 5:13
9. Mayonaise - 5:49
10. Spaceboy - 4:28
11. Silverfuck - 8:43
12. Sweet Sweet - 1:38
13. Luna - 3:20

Il existe également une version japonaise de l'album, qui comprend le titre Pissant, d'une durée de 2 minutes 31 secondes.

## Influence
Siamese Dream a influencé de nombreux groupes de rock. Matthew Bellamy, du groupe Muse dit que c'est son album favori du groupe et il en est fan, tout comme David Bowie et Bono de U2 qui le qualifieront d'« excellent ». Shirley Manson de Garbage, duquel Butch Vig, le producteur de l'album, est batteur, a aussi pour préférence Siamese Dream. Elle est une grande amie de Billy Corgan.

## Anecdote
En 2007, Billy Corgan, leader du groupe, a cherché en vain les deux petites filles de la couverture de l'album, leurs identités fut connue par la suite, la petite fille de gauche étant Lysandra Roberts et celle de droite Ali Laenger,. En 2011, Nicole Fiorentino, actuelle bassiste du groupe alors âgée de 32 ans, a révélé à Billy Corgan qu'elle était l'une des deux petites filles de la pochette de l'album. Billy Corgan a déclaré qu'elle n'avait pas voulu en parler au départ, de peur que cela lui porte préjudice au moment de son intégration dans les Smashing Pumpkins,. Cette information a depuis été démentie, Nicole étant trop âgée au moment de la photographie.